# (31668) 1999 JX3
1999 جاي أكس 3 (ويعرف أيضًا باسم (31668) 1999 جاي أكس 3 وفق تسمية الكوكب الصغير) (بالإنجليزية: 1999 JX3)‏ هو كويكب ضمن حزام الكويكبات؛ وترتيبه 31668 من حيث الاكتشاف.
اكتُشف هذا الجُرم الفلكي بواسطة Frank B. Zoltowski ‏ في 6 مايو 1999.

## وصلات خارجية
- (31668) 1999 JX3 في قاعدة بيانات مختبر الدفع النفاث لأجرام النظام الشمسي الصغيرة

- الاكتشاف · مخطط المدار ·  العناصر المدارية · المعلمات المادية

- (31668) 1999 JX3 على موقع ويكي سكاي: DSS2, SDSS, GALEX, IRAS, Hydrogen α, X-Ray, Astrophoto, Sky Map, Articles and images